# ティンリ県
ティンリ県（ティンリけん、チベット語：དིང་རི་རྫོང་།、中国語：定日县）は中華人民共和国チベット自治区シガツェ市の県の一つ。県名はチベット語で「定声小山」の意。県政府所在地はシェーカル鎮（協格爾鎮）。県内にエベレスト山（チョモランマ）がある。

## 歴史
2025年1月7日、ティンリ県を震源地としたマグニチュード6.8のチベット自治区地震が発生、死者126名を超える被害が出た。

## 行政区画
2鎮、11郷を管轄：
- 鎮：シェーカル鎮（協格爾鎮）、崗嘎鎮
- 郷：扎西宗郷、絨轄郷、曲当郷、措果郷、曲洛郷、長所郷、尼轄郷、扎果郷、克瑪郷、盆吉郷、加措郷

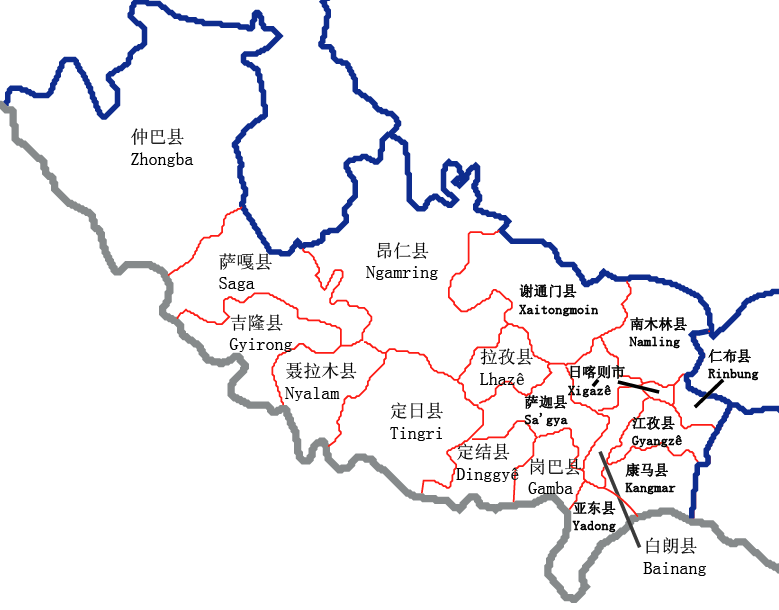
シガツェ地区の行政区画

ティンリ県
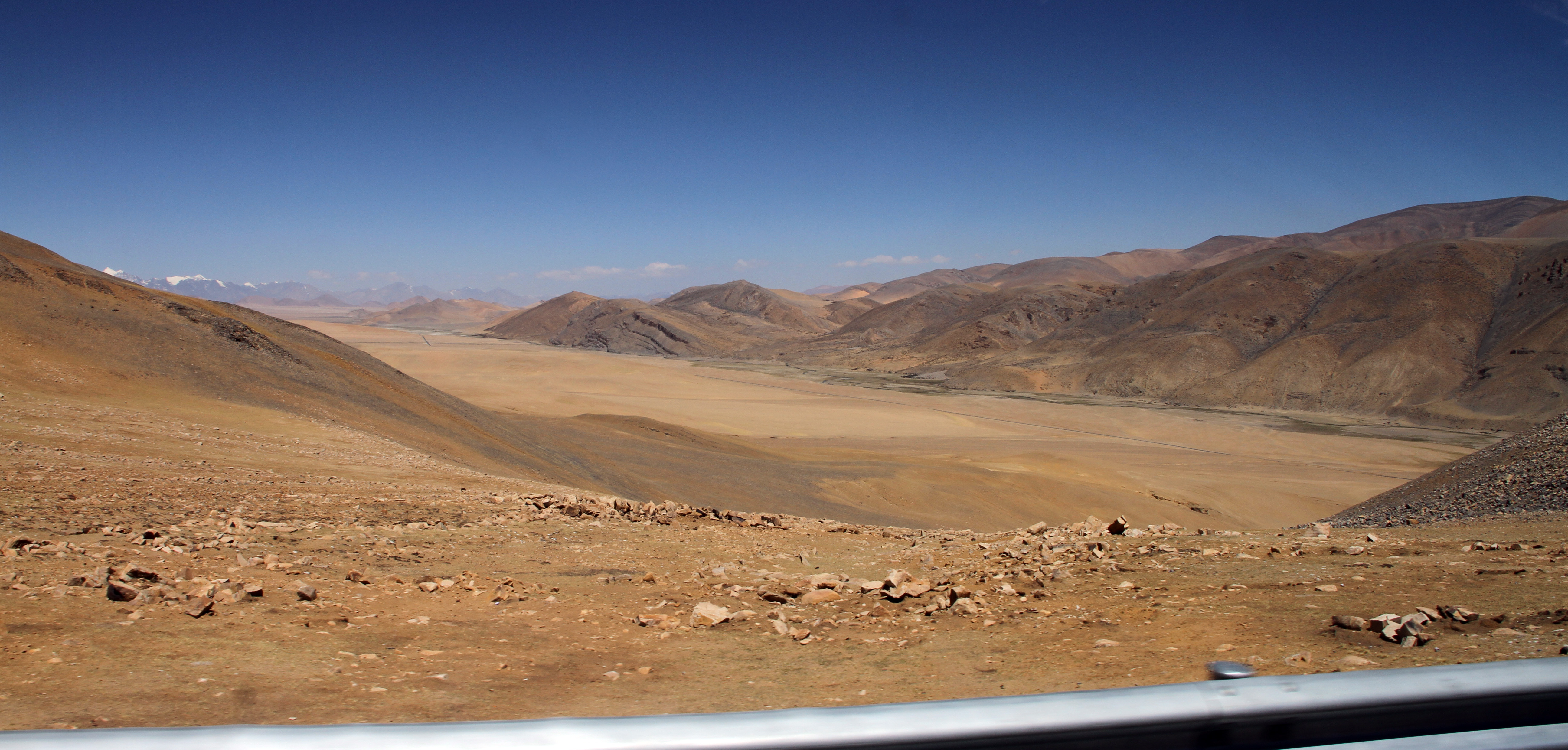
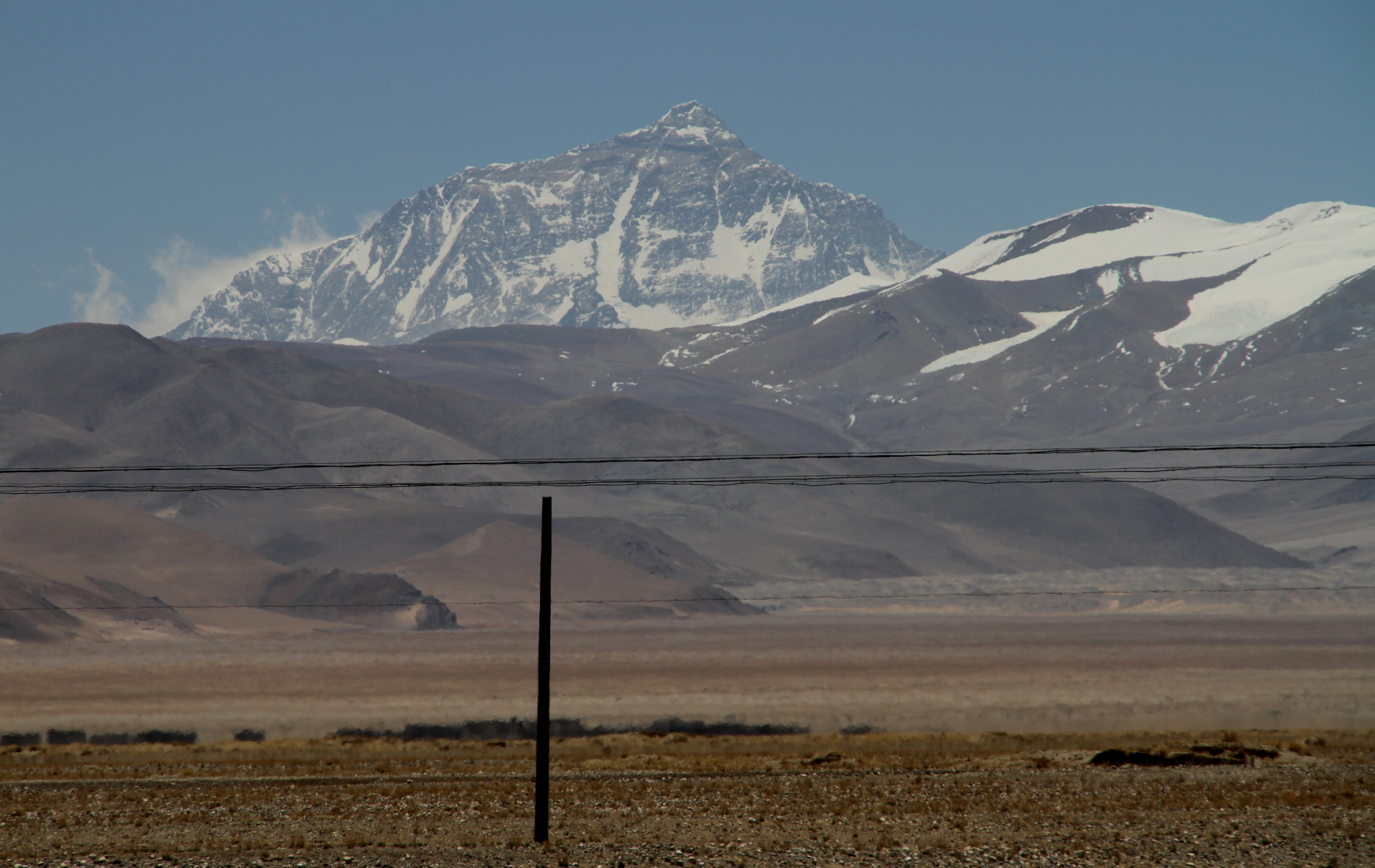
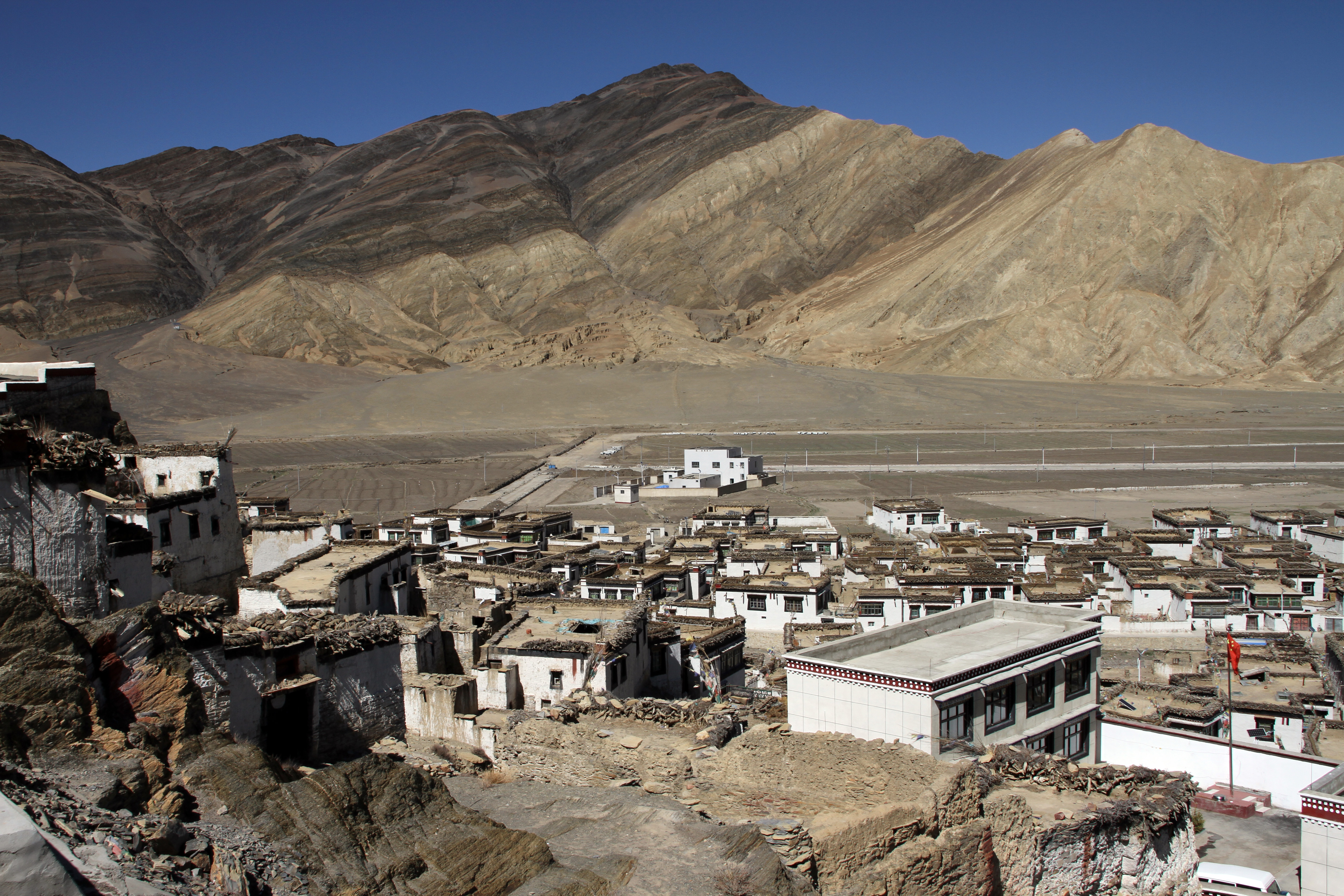
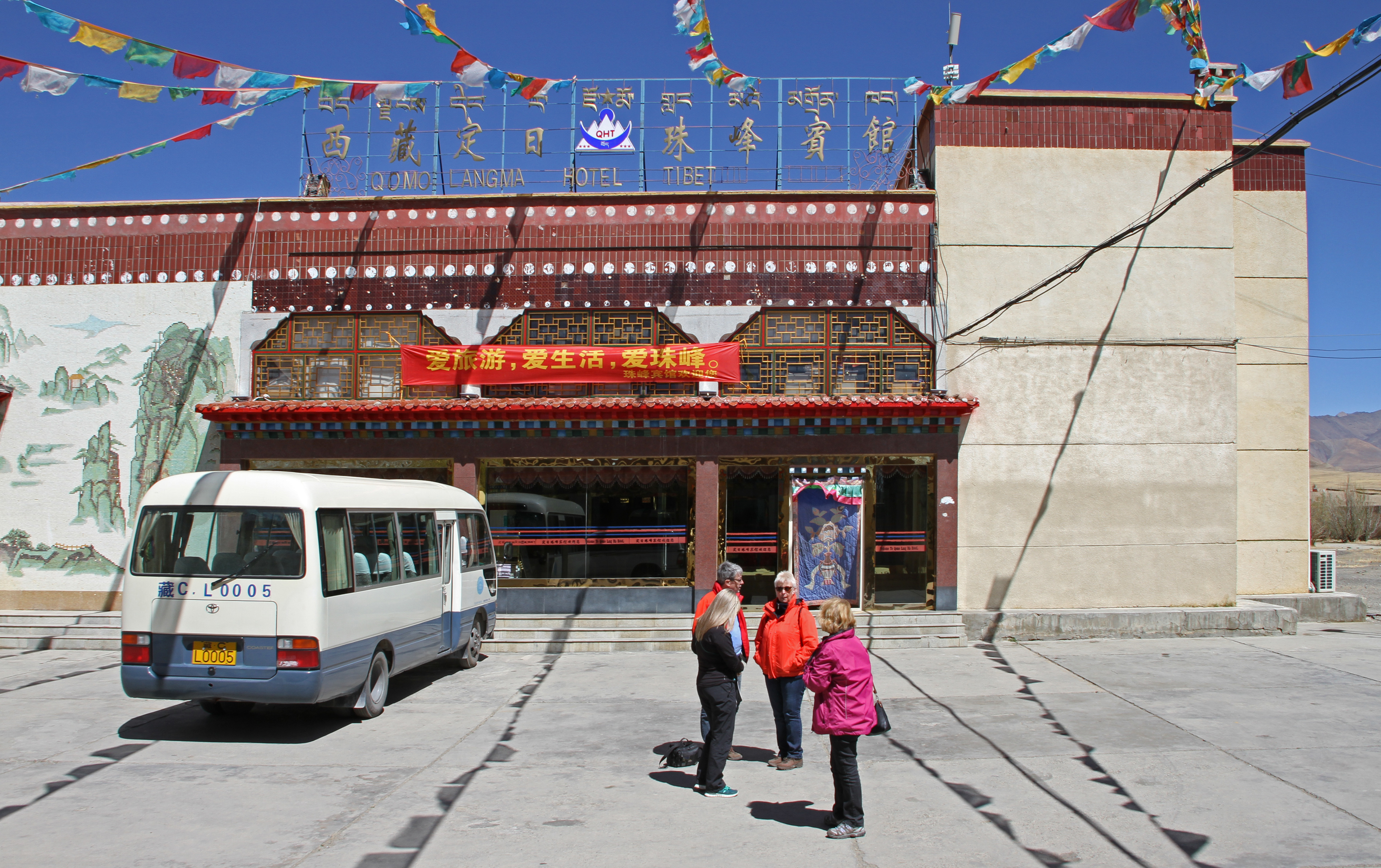
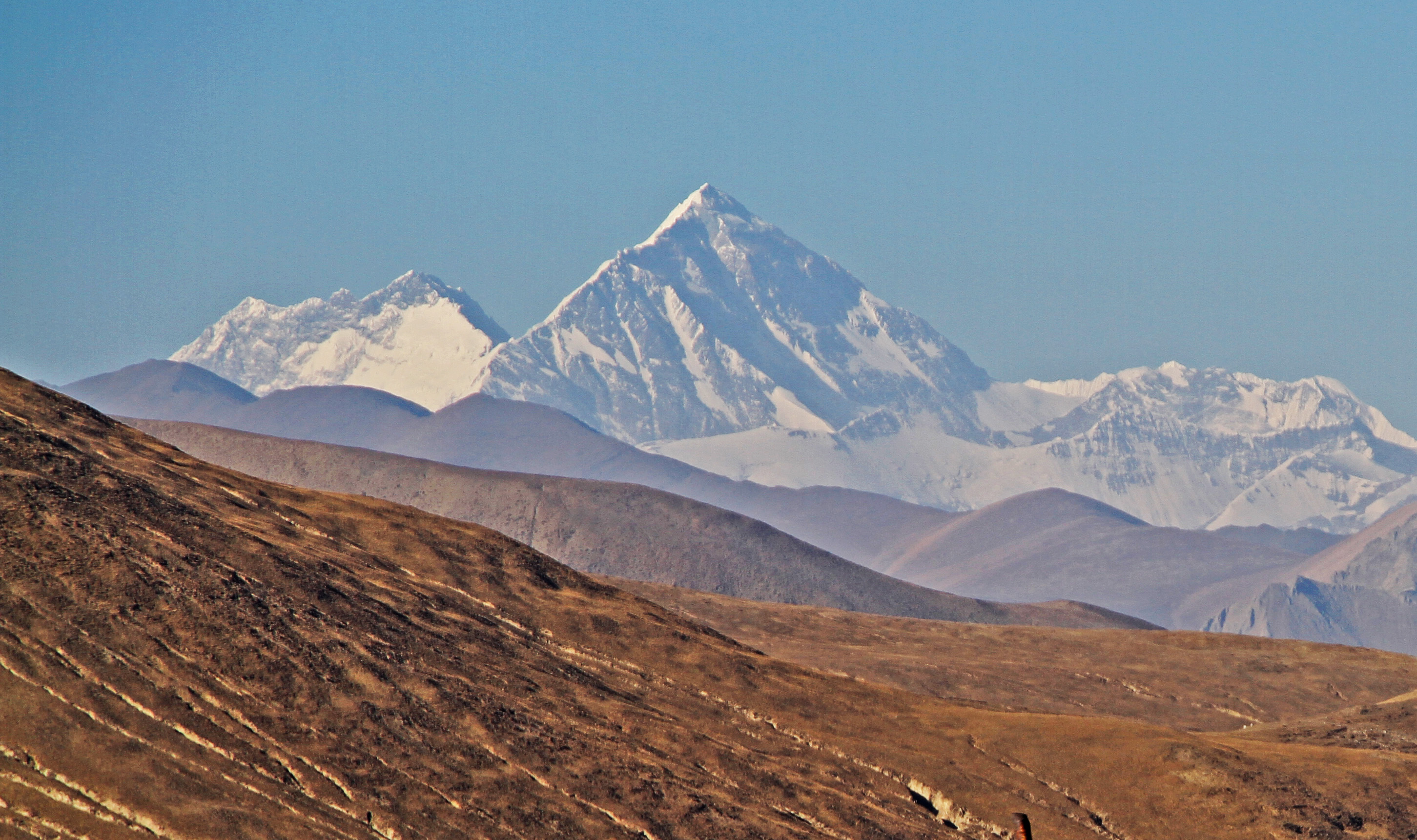
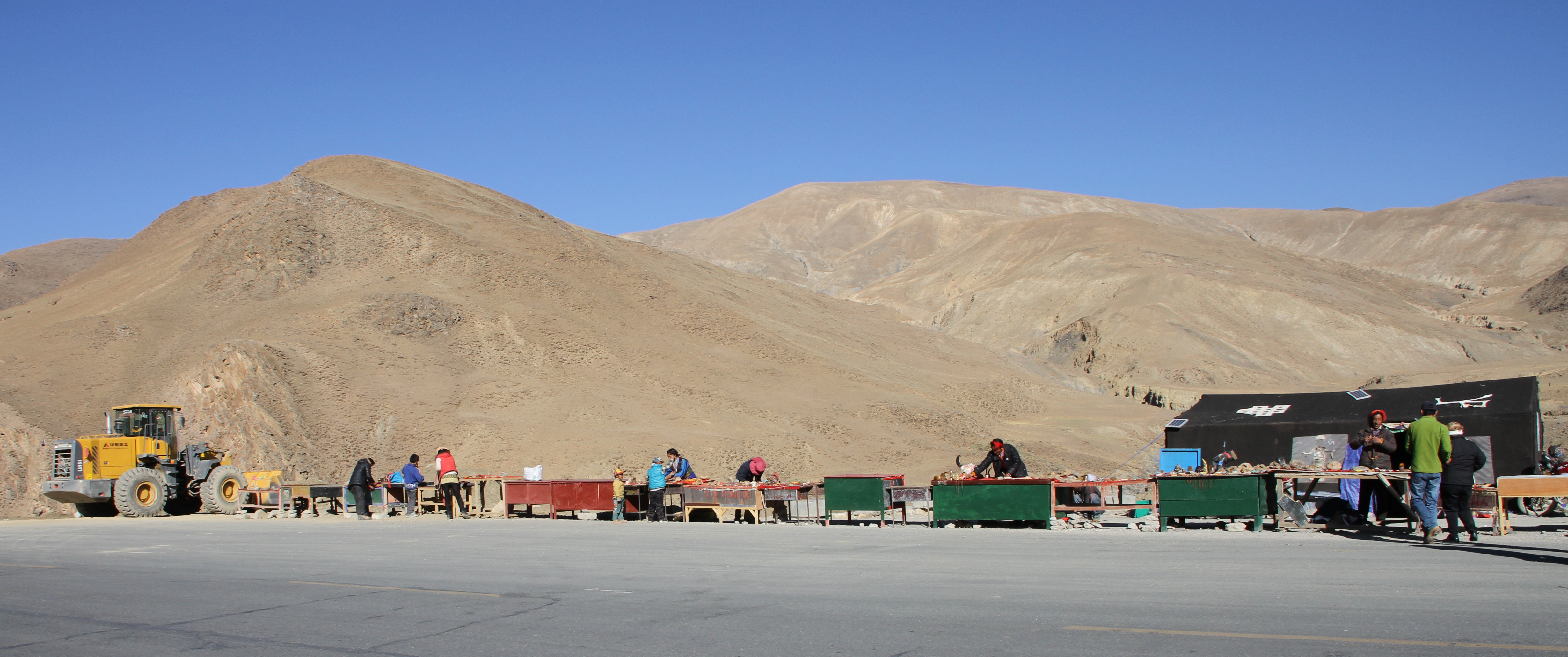
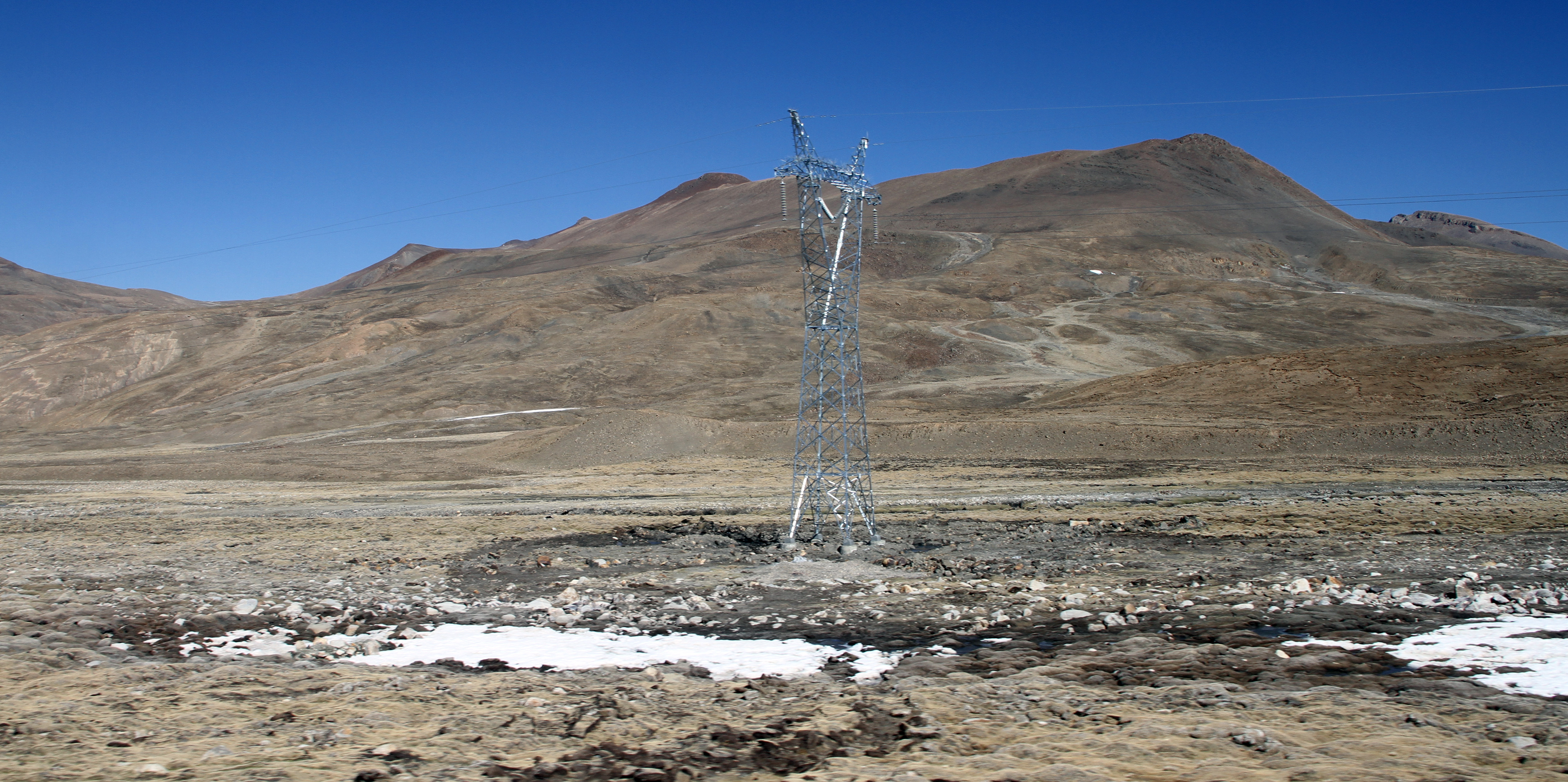
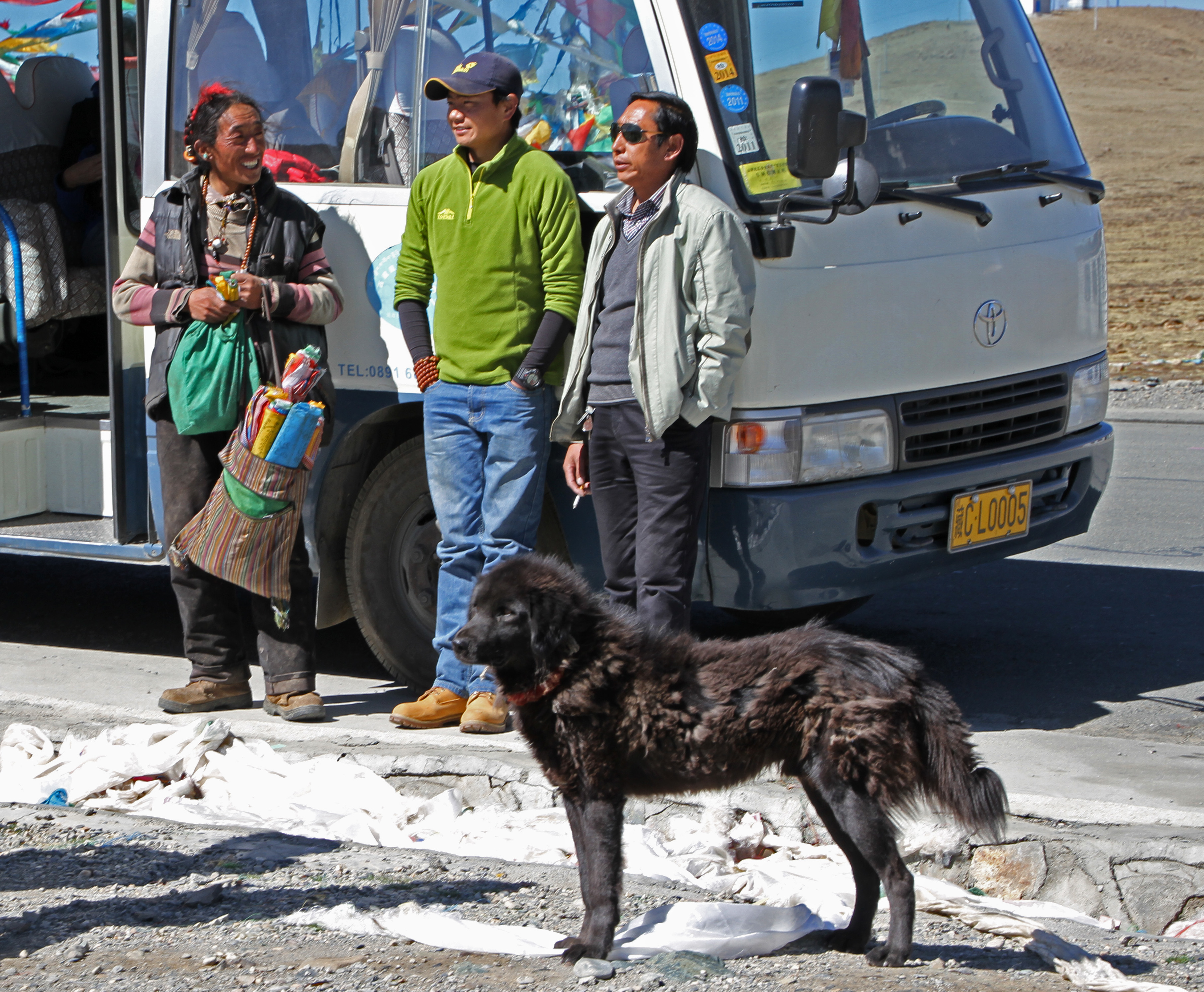

## 交通

### 道路
- 国道
  - G219国道
  - G318国道
  - G695国道